# Walenty Szablewski
Walenty Szablewski (ur. 13 lutego 1919 w Czempiniu, zm. 10 grudnia 2008) – polski działacz partyjny i państwowy, inżynier, podsekretarz stanu w Ministerstwie Przemysłu Maszynowego (1955–1956) i Ministerstwie Przemysłu Motoryzacyjnego (1952–1955, 1956) oraz Ministerstwie Komunikacji (1962–1975).

## Życiorys
Syn Józefa i Józefy. W 1938 ukończył Szkołę Rzemieślniczo-Przemysłową przy Zakładach „H. Cegielski” w Poznaniu w zawodzie tokarza. Podjął pracę w tym przedsiębiorstwie, również po rozpoczęciu niemieckiej okupacji. W styczniu 1941 aresztowany przez Gestapo, do marca 1942 więziono go w Forcie VII w Poznaniu i więzieniu we Wronkach. W 1946 ukończył Państwowe Technikum w Bytomiu, w okresie nauki kierując kołem Związku Walki Młodych. Powrócił do pracy w poznańskich zakładach Cegielskiego jako asystent, kierownik wydziału i wicedyrektor techniczny. Od 1949 do 1950 dyrektor naczelny Zaodrzańskich Zakładów Konstrukcji Stalowych „Zastal” w Zielonej Górze, następnie do 1952 dyrektor naczelny Zakładów „H. Cegielski”. W 1954 uzyskał tytuł inżyniera mechanika na Politechnice Warszawskiej.
Od 1945 członek Polskiej Partii Robotniczej, następnie w szeregach Polskiej Zjednoczonej Partii Robotniczej. Należał do egzekutywy Komitetów Fabrycznych PZPR przy Zakładach Przemysłu Metalowego im. H. Cegielskiego oraz Zaodrzańskich Zakładach Konstrukcji Stalowych „Zastal”. Zajmował stanowisko podsekretarza stanu w Ministerstwie Przemysłu Maszynowego (luty 1952 – maj 1955, lipiec – październik 1956), Ministerstwie Przemysłu Motoryzacyjnego (maj 1955 – lipiec 1956) oraz Ministerstwie Komunikacji (listopad 1962 – listopad 1975). W międzyczasie od 1956 do 1962 dyrektor naczelny Centralnego Zarządu Przemysłu Precyzyjnego. Od 1971 do 1975 kierował Zespołem Międzyresortowy ds. Zagadnień Zaplecza Technicznego Motoryzacji. W latach 1971–1978 szefował klubowi Polonia Warszawa (zarząd został następnie rozwiązany przez władze państwowe).
Pochowany na Cmentarzu Wojskowym na Powązkach.

## Odznaczenia
W 1946 odznaczony Brązowym Krzyżem Zasługi.